# Cecilia Tamayo-Garza
Cecilia Tamayo-Garza (* 4. März 1997 in León als Cecilia Tamayo) ist eine mexikanische Leichtathletin, die sich auf den Sprint spezialisiert hat. Sie ist aktuell Inhaberin des Landesrekordes im 200-Meter-Lauf.

## Sportliche Laufbahn
Erste internationale Erfahrungen sammelte Cecilia Tamayo-Garza im Jahr 2013, als sie bei den Jugendweltmeisterschaften in Donezk mit 11,86 s im Halbfinale im 100-Meter-Lauf ausschied und über 200 Meter mit 31,78 s nicht über den Vorlauf hinauskam. Im Jahr darauf gewann sie bei den U18-CAC-Meisterschaften in Morelia in 11,65 s die Bronzemedaille über 100 Meter und belegte in 24,57 s den vierten Platz im 200-Meter-Lauf. Zudem gewann sie mit der mexikanischen 4-mal-100-Meter-Staffel in 47,32 s die Bronzemedaille. Anschließend schied sie bei den Juniorenweltmeisterschaften in Eugene mit 12,10 s im Halbfinale über 100 Meter aus und kam über 200 Meter mit 24,32 s nicht über die Vorrunde hinaus. Daraufhin nahm sie an den Olympischen Jugendspielen in Nanjing teil und entschied dort in 11,83 s das B-Finale über 100 Meter für sich. 2015 schied sie bei den Panamerikanischen-Juniorenmeisterschaften in Edmonton mit 11,59 s und 24,23 s jeweils in der ersten Runde aus und im Jahr darauf kam sie bei den U20-Weltmeisterschaften in Bydgoszcz mit 11,85 s und 24,39 s ebenfalls nicht über die Vorrunde hinaus. 2018 begann sie ein Studium an der University of Houston in den Vereinigten Staaten. 2023 stellte sie mit 22,45 s einen neuen Landesrekord über 200 Meter auf und im Juli belegte sie bei den Zentralamerika- und Karibikspielen in San Salvador in 11,54 s den vierten Platz über 100 Meter und gelangte mit 23,18 s auf den fünften Platz über 200 Meter. Daraufhin startete sie über 200 Meter bei den Weltmeisterschaften in Budapest und schied dort mit 23,25 s in der ersten Runde aus. Ende Oktober belegte sie bei den Panamerikanischen Spielen in Santiago de Chile in 11,75 s den achten Platz über 100 Meter und gelangte mit 23,93 s auf Rang sechs im 200-Meter-Lauf. Im Jahr darauf schied sie bei den Olympischen Sommerspielen in Paris mit 11,39 s im Vorlauf über 100 Meter aus und schied über 200 Meter mit 23,49 s in der Hoffnungsrunde aus.
In den Jahren von 2021 bis 2024 wurde Tamayo-Garza mexikanische Meisterin im 100- und 200-Meter-Lauf und 2022 wurde sie auch Landesmeisterin in der Mixed-Staffel über 4-mal 400 Meter.

## Persönliche Bestleistungen
- 100 Meter: 11,21 s (+2,0 m/s), 16. Mai 2021 in Tampa
  - 60 Meter (Halle): 7,42 s, 24. Februar 2023 in Birmingham
- 200 Meter: 22,45 s (+1,4 m/s), 14. Mai 2023 in Tampa (mexikanischer Rekord)
  - 200 Meter (Halle): 23,30 s, 11. Februar 2023 in Fayetteville (mexikanischer Rekord)